# Wälzkörperkäfig

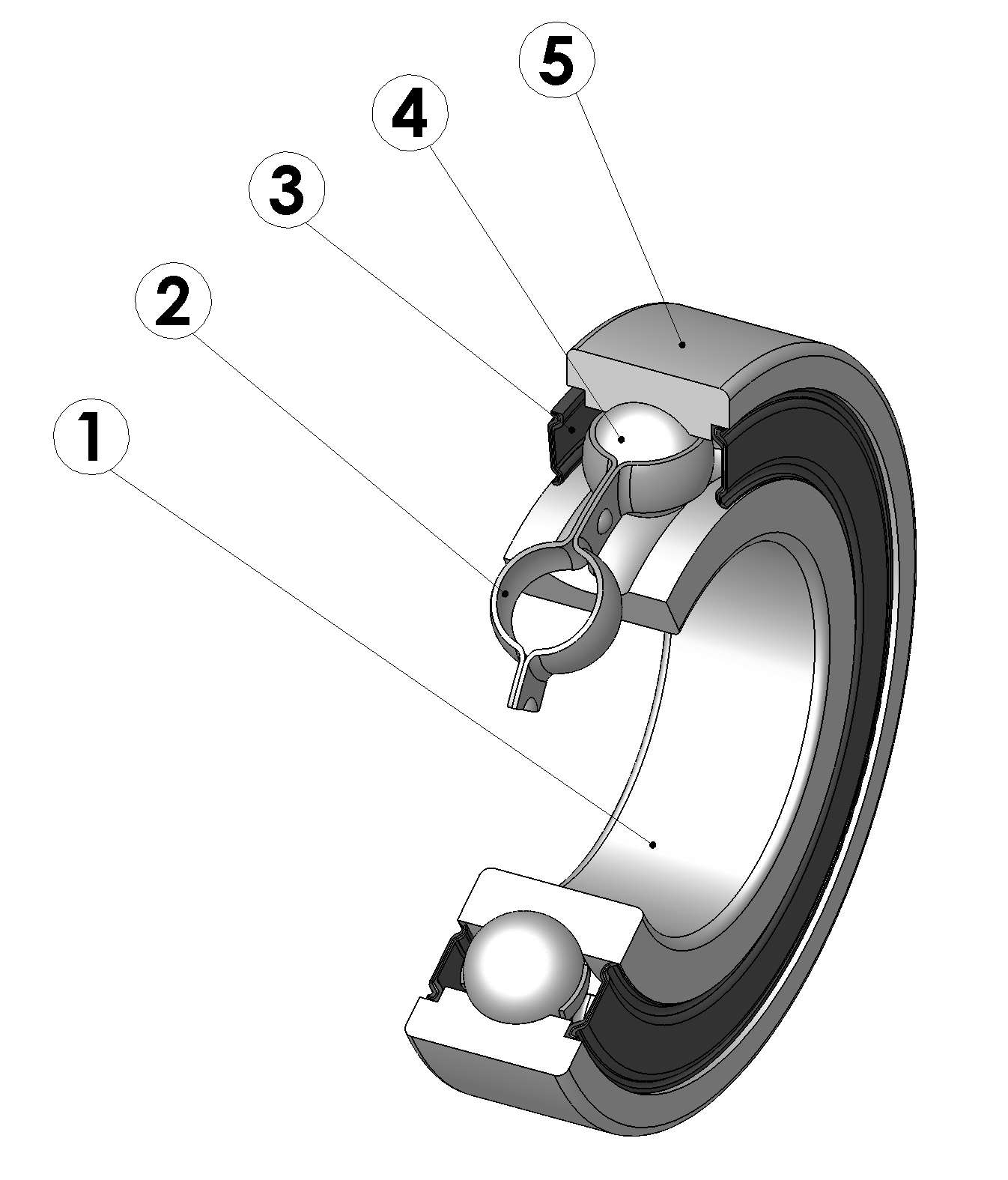
Rillenkugellager im Schnitt mit Wälzlagerkäfig (②)

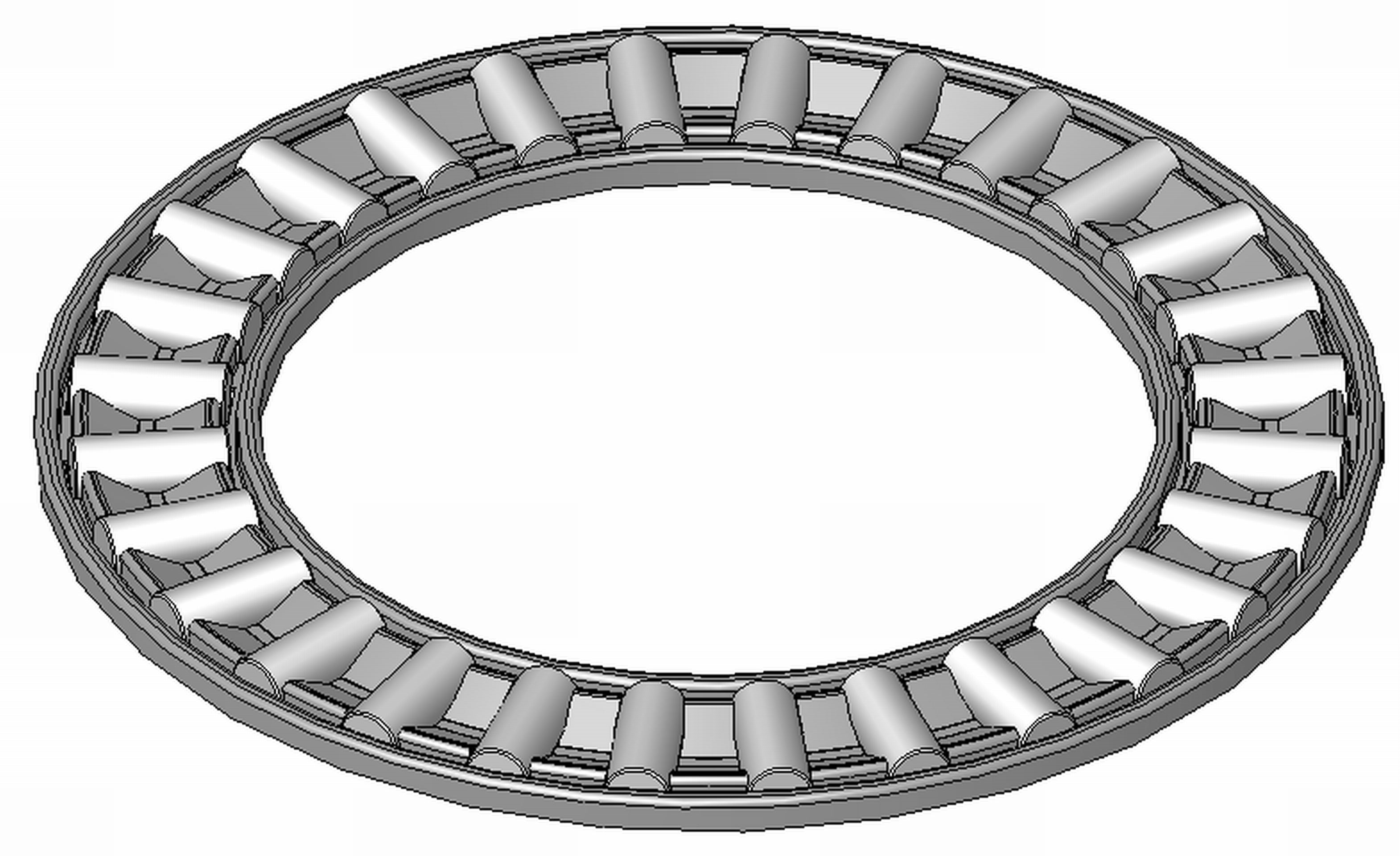
Nadelrollenkäfig

Der Wälzkörperkäfig bildet neben Innenring, Außenring und Wälzkörpern einen Bestandteil von Wälzlagern. Auch in verschiedenen Linearführungen und Kugelgewindetrieben werden Wälzkörperkäfige in Form von offenen oder geschlossenen Ketten verwendet, wodurch sich z. B. bei Profilschienenführungen die Begriffe Kugelkette bzw. Rollenkette als Synonyme für den Begriff des Wälzkörperkäfigs eingebürgert haben.
Bei den Käfigschienenführungen wiederum wird der Begriff Käfig zur Charakterisierung des Führungstyps herangezogen, wobei hier üblicherweise auch die Bezeichnungen Kugelkäfig, Rollenkäfig und Nadelkäfig verwendet werden.

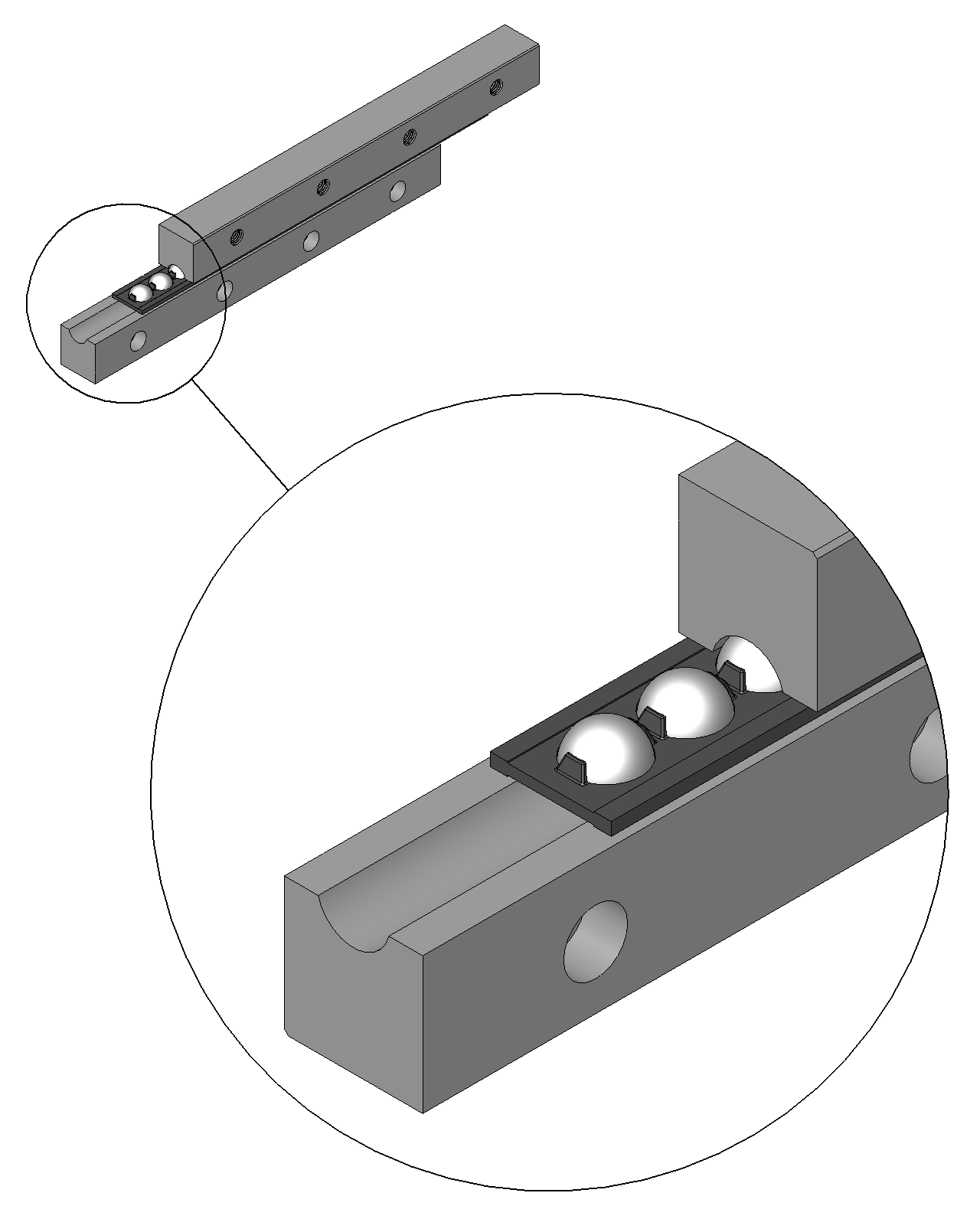
Schienenführung mit Kugelkäfig

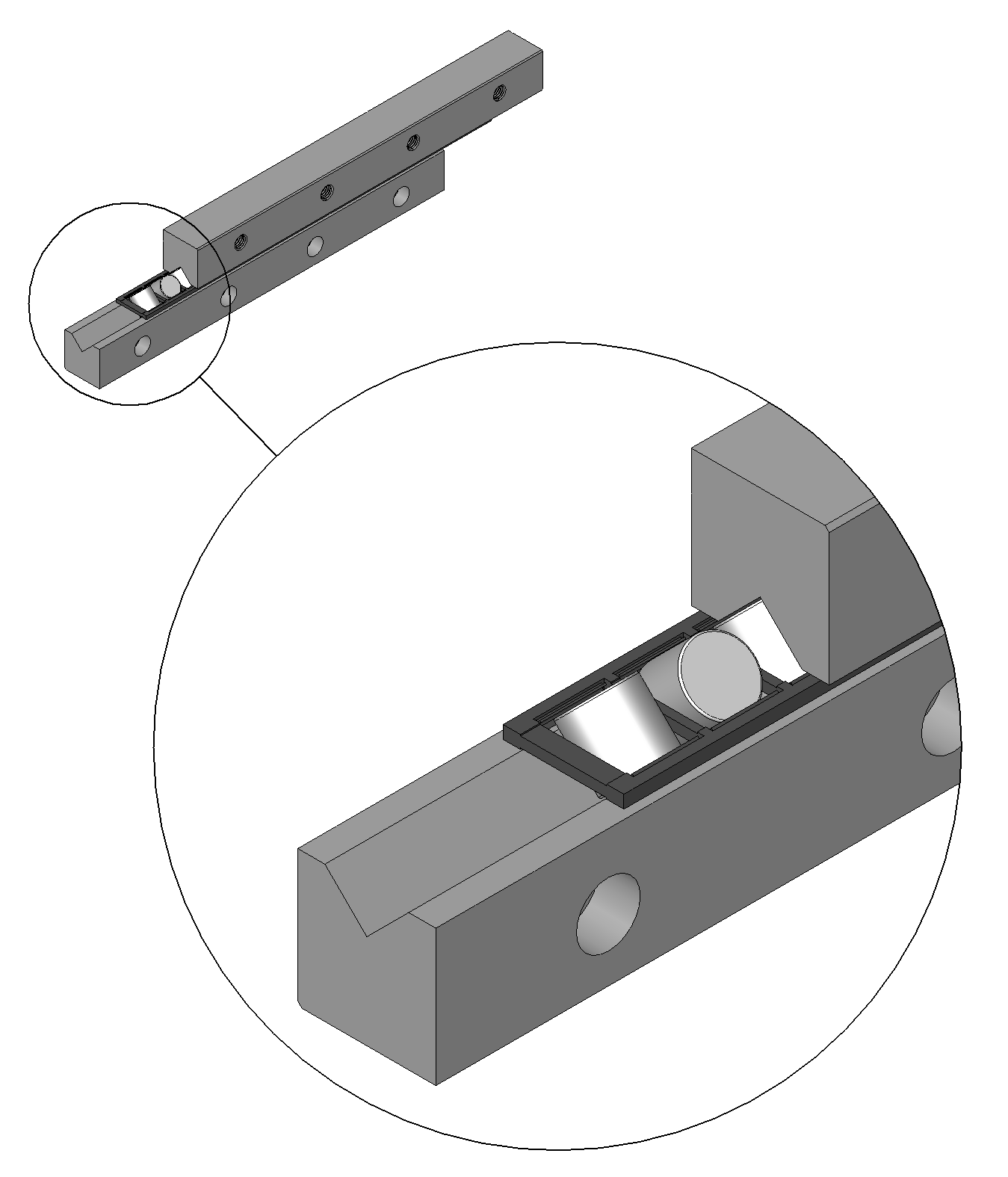
Rollenkäfig mit Kreuzrollen

Die Aufgabe dieser Käfige liegt in der Distanzhaltung der Wälzkörper auf der Laufbahn. Sie sorgen dafür, dass sich die Wälzkörper untereinander nicht berühren oder gegenläufig aneinander reiben und gewährleistet durch eine gleichmäßige Verteilung der Wälzkörper im Lager die Lastverteilung. Weiterhin halten sie bei zerlegbaren Lagern oder Führungen die Wälzkörper zusammen und verhindern damit deren Herausfallen.
Es gibt viele Werkstoffe, die sich für Käfige eignen. Beispielsweise finden sich Varianten aus Blech, massive Käfige aus Messing sowie zunehmend Kunststoffkäfige. Diese Materialien unterscheiden sich in ihren Temperatureigenschaften, im Fettverteilungsverhalten sowie in ihrer Eignung für unterschiedliche Drehzahlen oder Hubfrequenzen.
Bei Lagerkäfigen unterscheidet man zusätzlich zwischen wälzkörpergeführten Käfigen, außen- oder innenringgeführten Käfigen.
Um Verschleiß an Wälzkörpern und Laufbahnen von Lagern oder Führungen durch unerwünschtes „Wandern“ des Wälzkörperkäfigs zu verhindern, wurden im Laufe der Technikgeschichte verschiedene Systeme entwickelt, die das sogenannte Käfigwandern (cage creeping) verringern oder komplett unterbinden (siehe auch: Stick-Slip-Effekt).
Ein Wälzkörperkäfig wird auch in einem Gleichlaufgelenk vom Typ Rzeppa verwendet.